# CD Irapuato
A Club Deportivo Irapuato (legismertebb becenevén: Freseros, azaz „Epresek” (mivel Irapuato híres epertermesztő vidék)) a mexikói Irapuato város labdarúgócsapata, jelenleg a harmadosztályú bajnokságban szerepel. Eddig még nem nyert sem bajnoki címet, sem kupát.

## Története
1910 végén négy helyi spanyol fiatal (Pedro Garnúng, Ignacio Porres, José Lavín és Mauro Esparza) kezdeményezésére összegyűlt néhány labdarúgást kedvelő városi lakos, és következő év február 15-én megalapították a mai sportklub elődjét, a Real Club Deportivo Irapuatót. Egészen 1915-ig az Irapuato volt Guanajuato állam egyetlen labdarúgócsapata. Az első állami rivális, az angol tulajdonban álló Guanajuato Gold elleni első mérkőzésükön az irapuatóiak 7–1-es győzelmet arattak. Az összesen három mérkőzésből álló 1915-ös állami „bajnokságot” is két győzelemmel az Irapuato nyerte.
A Real Club 1916-ban megszűnt, de később többször feltámadt és többször újra eltűnt, később sokáig szerepelt az első osztályban is. Bajnok még sosem volt, sőt, érmes sem: legjobb eredménye az 1964-ben elért 4. helyezés. Utoljára 2014-ben született újjá, amikor a Ballenas Galeana másodosztályú csapat bár eredményei alapján bent maradt volna, megszűnt (és a negyedosztályban alakult újjá), helyébe pedig az Irapuato lépett. Egy évvel később azonban bár nem esett volna ki a másodosztályból, mégis átkerült a harmadosztályba, mivel az addigi csapat átköltözött Los Mochisba, és Murciélagos FC néven folytatta tovább szereplését.

## Bajnoki eredményei
A csapat első osztályú szereplése során az alábbi eredményeket érte el:

### A régi rendszerben
| Év        | Helyezés |
| --------- | -------- |
| 1954–1955 | 10. hely |
| 1955–1956 | 9. hely  |
| 1956–1957 | 5. hely  |
| 1957–1958 | 8. hely  |
| 1958–1959 | 7. hely  |
| 1959–1960 | 6. hely  |
| 1960–1961 | 12. hely |
| 1961–1962 | 6. hely  |
| 1962–1963 | 11. hely |
| 1963–1964 | 4. hely  |
| 1964–1965 | 15. hely |
| 1965–1966 | 10. hely |
| 1966–1967 | 9. hely  |
| 1967–1968 | 11. hely |
| 1968–1969 | 14. hely |
| 1969–1970 | 14. hely |

### A rájátszásos rendszerben
| Év            | Alapszakasz-helyezés | Eredmény a rájátszásban |
| ------------- | -------------------- | ----------------------- |
| México 1970   | 15. hely             | 13. hely                |
| 1970–1971     | 16. hely             |                         |
| 1971–1972     | 18. hely             |                         |
| Prode 1985    | 19. hely             |                         |
| México 1986   | 12. hely             |                         |
| 1986–1987     | 14. hely             |                         |
| 1987–1988     | 17. hely             |                         |
| 1988–1989     | 16. hely             |                         |
| 1989–1990     | 14. hely             |                         |
| 1990–1991     | 20. hely             |                         |
| 2000 tél      | 9. hely              |                         |
| 2001 nyár     | 18. hely             |                         |
| 2001 tél      | 14. hely             |                         |
| 2003 Apertura | 17. hely             |                         |
| 2004 Clausura | 9. hely              |                         |

## Stadion
A csapat otthona Estadio Sergio León Chávez (korábbi nevén Estadio Irapuato). 1969-ben nyílt meg, a nyitómérkőzést a hazai csapat játszotta az 1970-es labdarúgó-világbajnokságra készülő mexikói válogatottal. 1990-ben a klub egykori elnökének emlékére átnevezték Estadio Sergio León Chávezre. 1983-ban itt rendezték az ifjúsági labdarúgó-világbajnokság, 1986-ban pedig a világbajnokság néhány mérkőzését.